# Dickte
Die Dickte ist in der Typografie die Breite eines Buchstabens, inklusive der Vor- und Nachbreite (Fleisch).

## Allgemeines

Dickte bei einzelnen Buchstaben

Die Dickte legt den Mindestabstand zweier Buchstaben im Wort fest, der ohne Unterschneidung erreicht werden kann. Der Dicktenwert wird ermittelt, indem von einem Quadrat, dem Geviert, ausgegangen wird, das in eine bestimmte Anzahl von Einheiten unterteilt wird (beispielsweise bei Schriften von Linotype in 54 Einheiten). Der Dicktenwert eines Buchstabens entspricht der Anzahl der Einheiten, die er im Geviert einnimmt.
Schriftarten, bei denen jedes Zeichen den gleichen Dicktenwert besitzt, werden dicktengleiche Schriften oder auch Monospace-Schriften genannt, wie beispielsweise Courier, Andale Mono und diverse Schreibmaschinenschriften. Diese Schriftarten sind zu empfehlen bei Programmierungen oder Zahlendarstellungen, wo jedes Zeichen den gleichen horizontalen Raum einnehmen soll.
Im Gegensatz dazu stehen Schriftarten, bei denen nicht jedes Zeichen den gleichen Dicktenwert besitzt – das sind die Proportionalschriften wie zum Beispiel Times oder Verdana.

## Beispiel
- „Proportionale Schrift“
- „Dicktengleiche bzw. nichtproportionale Schrift“ (in HTML mit <span style="font-family:monospace, monospace;">…</span> möglich; das zweite monospace soll einen Darstellungsfehler in diversen Webbrowsern ausgleichen)